# Frangula crenata
Frangula crenata là một loài thực vật có hoa trong họ Táo. Loài này được (Siebold & Zucc.) Miq. mô tả khoa học đầu tiên năm 1867.